# 窄齒長舌蝠屬
窄齒長舌蝠屬（学名：Lionycteris），哺乳綱、翼手目、葉口蝠科的一屬，而與窄齒長舌蝠屬（窄齒長舌蝠）同科的動物尚有尖葉長舌蝠屬（螫長舌蝠）、鏟齒蝠屬（鏟齒蝠）、美洲假吸血蝠屬（美洲假吸血蝠）等之數種哺乳動物。

## 下属物种
本属包括以下物种：
- 窄齿长舌蝠 Lionycteris spurrelli Thomas, 1913，平滑長舌蝠